# Aeroportul Stephenville
Aeroportul Stephenville (IATA: YJT, ICAO: CYJT) este un aeroport din Newfoundland și Labrador, Canada ce deservește zona Stephenville⁠(d). Aeroportul a fost tranzitat în 2014 de 8.275 de pasageri. A fost numit după zona deservită.
Situat la o altitudine de 25 m, aeroportul dispune de o singură pistă.